# Odmar Færø
Odmar Færø (født 1. november 1989) er en færøsk fodboldspiller, der spiller for KÍ Klaksvík og for Færøernes fodboldlandshold. Han har tidligere spillet for B36 Tórshavn, Brøndby IF, Keith, Forfar Athletic og Banks O' Dee.